# 塞末站
塞末站（：／ Saemal yeok */?）是議政府輕軌沿線的一座高架車站，位於韓國京畿道議政府市新谷洞。

## 車站結構
站體為2面2線側式月台的高架車站，候車月台設有月台幕門。

### 月台配置
| 東梧 ↑             |
| \| 上              |
| ↓ 京畿道廳北部廳舍 |

| 月台 | 路線          | 目的地                                             |
| ---- | ------------- | -------------------------------------------------- |
| 上行 | ●議政府輕電鐵 | 議政府市廳、虎谷、鉢谷方向                         |
| 下行 | ●議政府輕電鐵 | 京畿道廳北部廳舍、魚龍、塔石、複合文化融合園區方向 |

## 歷史
- 2012年7月1日：落成啟用。

## 車站周邊
- 議政府郵局
- 議政府白醫院
- 議政府資訊圖書館

## 圖片

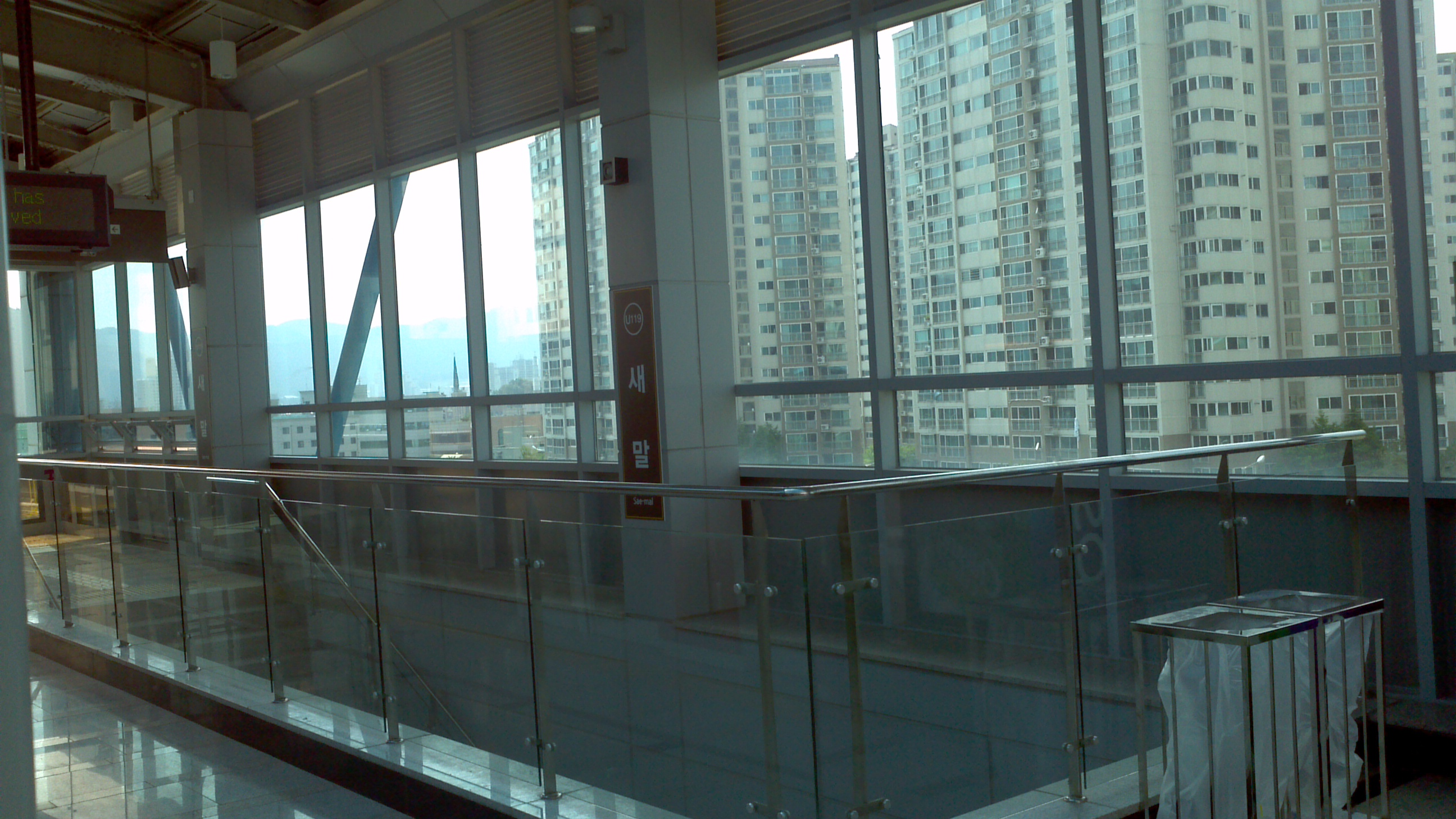
站名牌
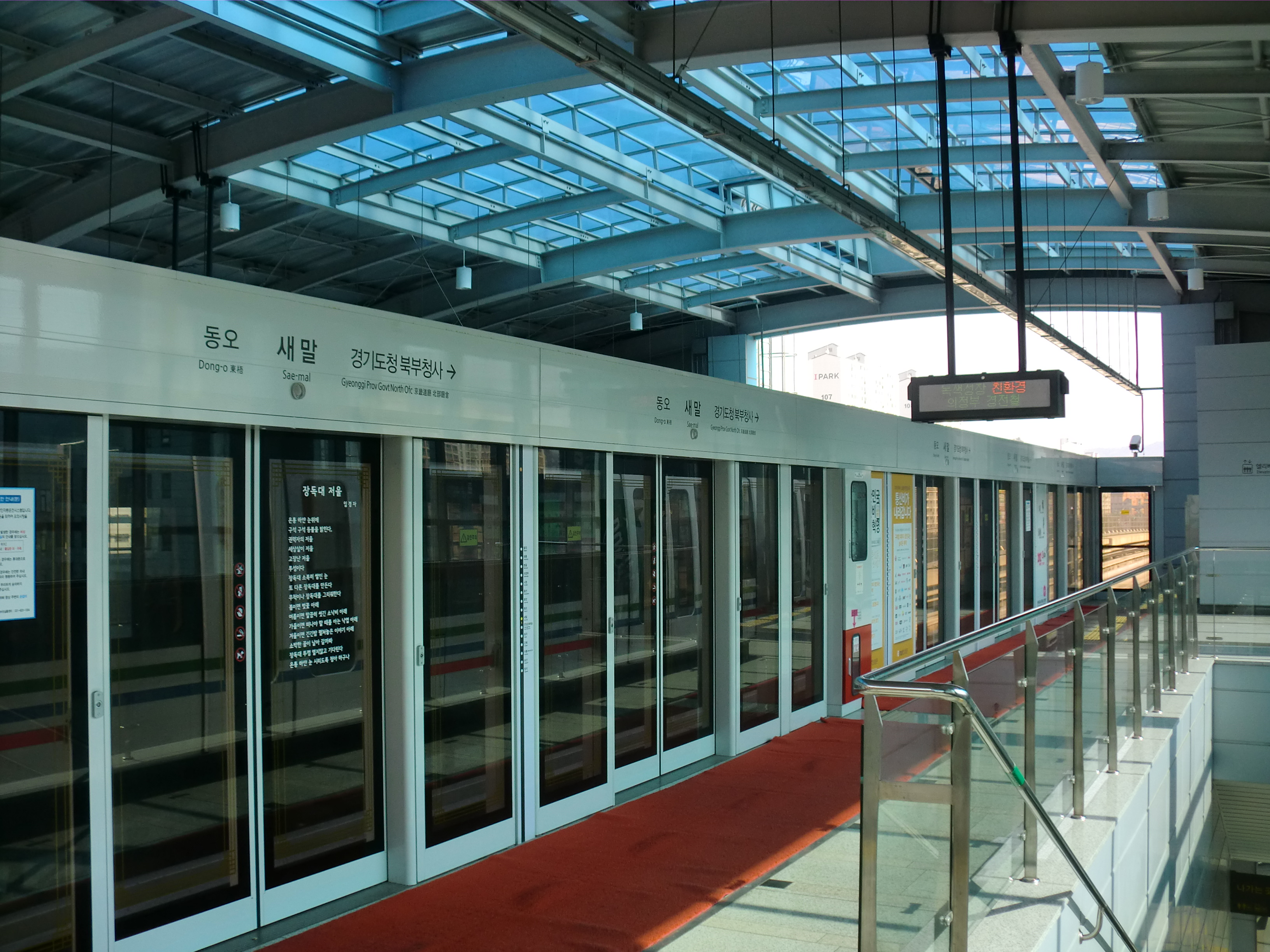
候車月台
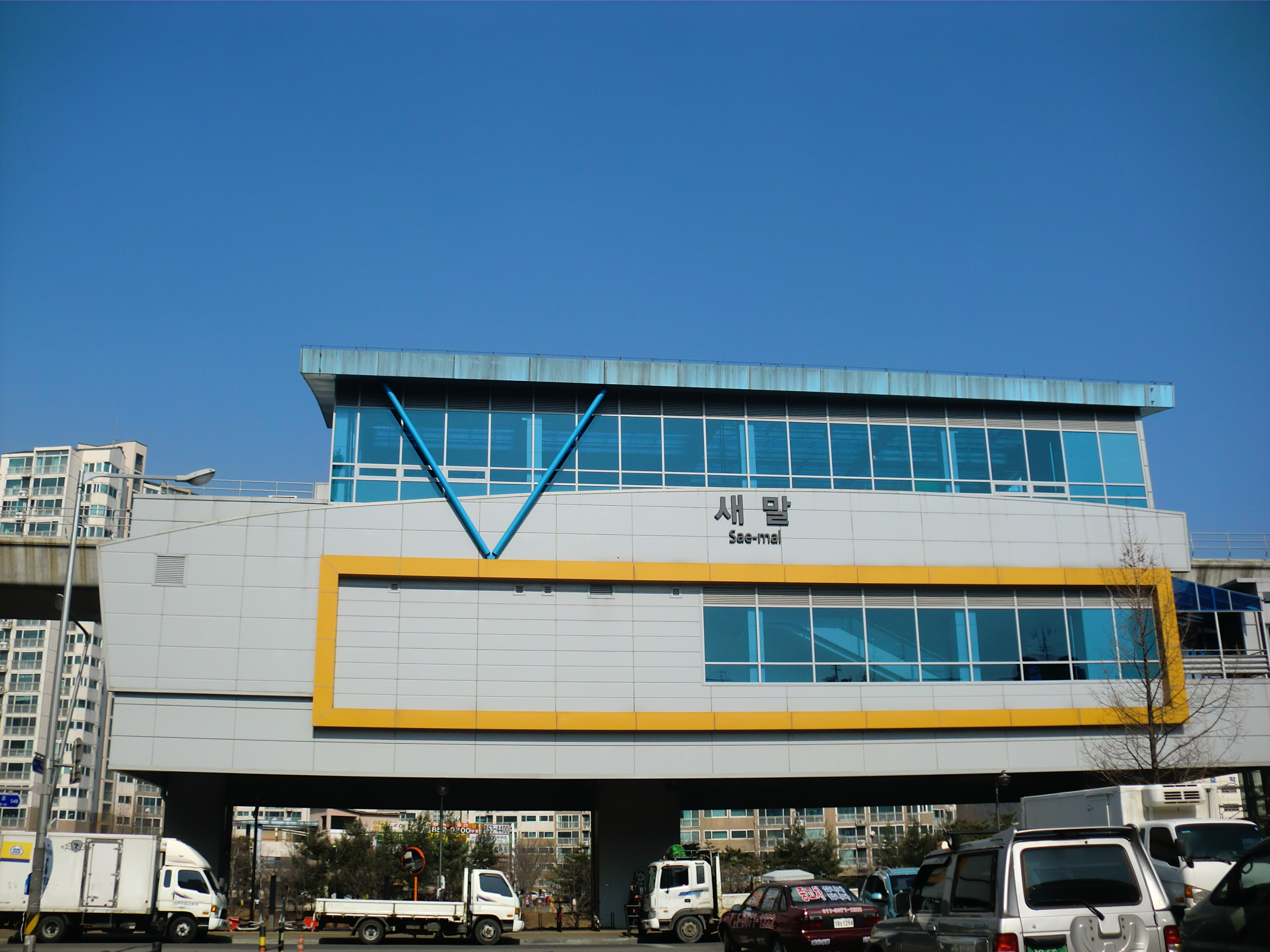
車站建築

## 相鄰車站
議政府輕軌交通
●議政府輕電鐵
東梧（U118）－塞末（U119）－京畿道廳北部廳舍（U120）